# Leuvrigny
Leuvrigny är en kommun i departementet Marne i regionen Grand Est (tidigare regionen Champagne-Ardenne) i nordöstra Frankrike. Kommunen ligger i kantonen Dormans som tillhör arrondissementet Épernay. År 2022 hade Leuvrigny 302 invånare.

## Befolkningsutveckling
Antalet invånare i kommunen Leuvrigny
| Referens: INSEE |